# Philipp Bouhler

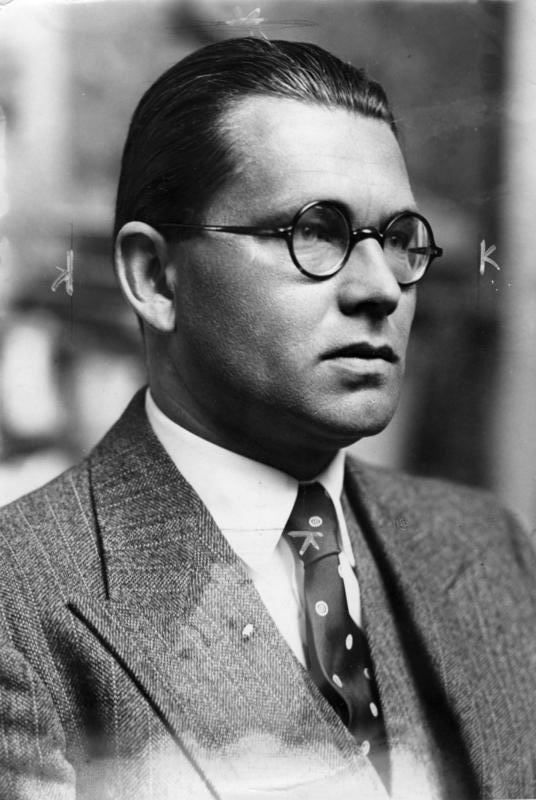
Philipp Bouhler (1938)

Philipp Bouhler (* 11. September 1899 in München; † 19. Mai 1945 bei Dachau) war ein deutscher nationalsozialistischer Politiker. Er war ein Reichsleiter der NSDAP, Chef der Kanzlei des Führers, Publizist, SS-Obergruppenführer, Beauftragter Hitlers für die Aktion T4 sowie Mitinitiator der Aktion 14f13. Hierbei handelte es sich um die systematische und massenhafte Ermordung von so genannten „Erbkranken“.

## Leben

### Herkunft, Ausbildung und Militärlaufbahn
Philipp Bouhler war Sohn von Emil Bouhler, einem Oberst der Bayerischen Armee, der ab 1917 Chef des bayerischen Kriegsamts war. Er besuchte nach der Volksschule von 1909 bis 1912 das Maximiliansgymnasium in München. Zwischen 1912 und 1916 war er im Kadettenkorps und wurde am 6. Juli 1916 als Fahnenjunker dem 1. Fußartillerie-Regiment „vakant Bothmer“ der Bayerischen Armee überwiesen. Kurz nach seiner Beförderung zum Leutnant im Juli 1917 wurde er am 8. August 1917 bei Arras in Frankreich schwer verwundet. Die Verwundung führte zu einer bleibenden Gehbehinderung, die ärztliche Behandlung zog sich bis 1920 hin.
1919 legte Bouhler das Notabitur ab, im gleichen Jahr war er kurzzeitig Mitglied des Deutschvölkischen Schutz- und Trutzbundes. 1919 und 1920 studierte er Philosophie und Germanistik an der Universität München, brach jedoch nach vier Semestern das Studium ab. Vorübergehend arbeitete er bis Oktober 1921 beim völkisch ausgerichteten Verlag J. F. Lehmann und einem weiteren Verlag, der die Zeitschrift des Deutschen Touring-Clubs herausgab.

### Beitritt zur NSDAP
Im November 1921 gewann Max Amann Bouhler als Verlagskaufmann und Schriftleiter für den Anzeigenteil des Völkischen Beobachters. Im Juli 1922 trat Bouhler in die NSDAP ein und wurde Zweiter Geschäftsführer der Partei. Während des Hitlerputsches am 9. November 1923 spielte Bouhler eine Nebenrolle; ein eingeleitetes Ermittlungsverfahren wegen Hochverrats wurde 1924 eingestellt. Während des nachfolgenden Verbots der NSDAP war er der Geschäftsführer der Ersatzorganisation Großdeutsche Volksgemeinschaft und gleichzeitig der Schriftleiter der Zeitung Der Nationalsozialist. Nach der Wiedergründung der NSDAP trat er der Partei am 27. Februar 1925 erneut bei (in der neuen Partei erhielt er die Mitgliedsnummer 12). Vom 27. März 1925 bis zum 17. November 1934 war Bouhler Reichsgeschäftsführer der NSDAP in München. In dieser Funktion war er für die zentrale Koordinierung der Partei zuständig. Obwohl im engsten Kreis um Hitler verbleibend, gelang es Bouhler nicht, seine Machtposition zu halten. Auf Kosten Bouhlers konnten Rudolf Heß als Privatsekretär Hitlers sowie Gregor Strasser, seit 1926 Reichsorganisationsleiter, ihre Positionen im Parteiapparat ausbauen. Zwischen 1926 und 1930 arbeitete Bouhler auch für den Illustrierten Beobachter.
Im Mai 1928 unterschrieb Bouhler das Gründungsprotokoll für die „Nationalsozialistische Gesellschaft für deutsche Kultur“ (NGDK). Der Verein wurde noch im selben Jahr in Kampfbund für deutsche Kultur (KfdK) umbenannt und stand unter der Leitung des Parteiideologen Alfred Rosenberg.

### Zeit des Nationalsozialismus

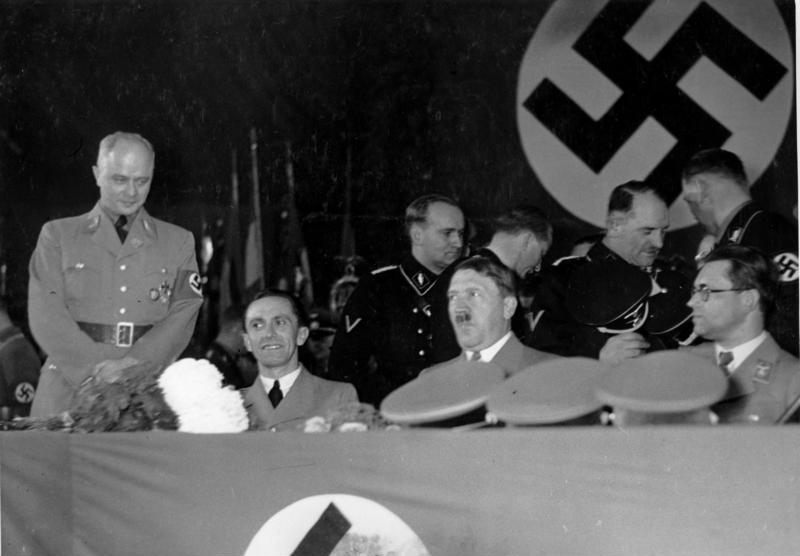
Feiern zum 10-jährigen Bestehen des Gaues Berlin im Sportpalast am 30. Oktober 1936. Im Vordergrund, v. l. n. r.: Artur Görlitzer (stehend), Joseph Goebbels, Adolf Hitler und Philipp Bouhler

Nach der „Machtergreifung“ wurde Philipp Bouhler am 5. März 1933 in den Reichstag (Wahlkreis Westfalen-Süd) gewählt, dem er bis zum Ende des Zweiten Weltkrieges angehörte. Am 20. April 1933 trat Bouhler in die allgemeine SS (SS-Nummer 54.932) im Rang eines SS-Gruppenführers ein. Die Beförderung zum SS-Obergruppenführer erfolgte am 30. Januar 1936. Am 2. Juni 1933 wurde Bouhler zudem Reichsleiter der NSDAP.
Weitere zusätzliche Ämter waren von zweitrangiger Bedeutung: So die Mitgliedschaften in der Obersten Nationalen Sportbehörde für die Deutsche Kraftfahrt als Vertreter der motorsportlichen Belange der SS ab 1933, in der Reichskulturkammer und der Reichspressekammer jeweils ab dem 15. November 1933 sowie in der Akademie für Deutsches Recht ab dem 19. September 1934.
Vermutlich im Juli 1934 heiratete Bouhler eine „attraktive, charmante und ehrgeizige Frau […], wodurch Hitler erneut auf ihn aufmerksam wurde.“: Helene „Helli“ Mayer, geboren am 20. April 1912 in Lauingen, bekannt als „schönste Frau der Reichskanzlei“. Am 29. August 1934 wurde Bouhler zum Münchner Polizeipräsidenten ernannt, trat jedoch das Amt nicht mehr an. Im September 1934 wurde er nach Berlin gerufen und dort am 17. November 1934 zum Chef der neuen Kanzlei des Führers (KdF) ernannt. Diese Dienststelle sollte als Privatkanzlei die Führerrolle Hitlers betonen. Bearbeitet wurden hier an Hitler gerichtete Gnadengesuche und Beschwerden, aber auch private Angelegenheiten Hitlers.

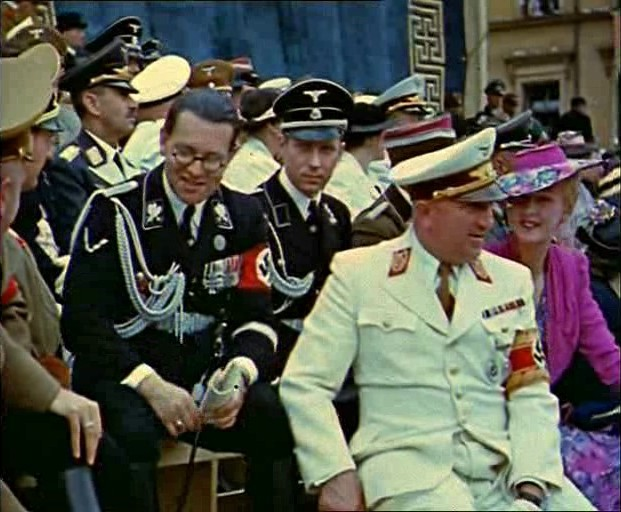
V. l. n. r.: Philipp Bouhler, sein Adjutant Karl Freiherr Michel von Tüßling, Robert Ley mit seiner Frau Inga; München, Juli 1939

Ein weiteres Betätigungsfeld entwickelte sich aus Bouhlers literarischen und publizistischen Interessen. Bereits im Januar 1934 wurde Bouhler zum Beauftragten für Kulturaufgaben im Stab des Stellvertreters des Führers, Rudolf Heß, ernannt. Ab 16. April 1934 war Bouhler zudem Vorsitzender der Parteiamtlichen Prüfungskommission zum Schutze des nationalsozialistischen Schrifttums (PPK). Diese prüfte Neuerscheinungen, wenn sie sich mit dem Wesen oder den Zielen der „nationalsozialistischen Bewegung“ oder „führenden Persönlichkeiten der Bewegung“ beschäftigten. Am 4. April 1936 zum Reichskultursenator ernannt, amtierte Bouhler ab dem 3. Dezember 1937 auch als Beauftragter des Führers für die Bearbeitung der Geschichte der NS-Bewegung.
Bouhler schrieb selbst mehrere Bücher, die teilweise in hohen Auflagen veröffentlicht und zudem in mehrere Sprachen übersetzt wurden. 1932 erschien Adolf Hitler: Das Werden einer Volksbewegung. 1938 wurde Kampf um Deutschland. Ein Lesebuch für die deutsche Jugend veröffentlicht. Der 1941 veröffentlichte Titel Napoleon: Kometenbahn eines Genies soll bevorzugte Lektüre Hitlers gewesen sein.

### Bouhler als Beauftragter der NS-Euthanasie

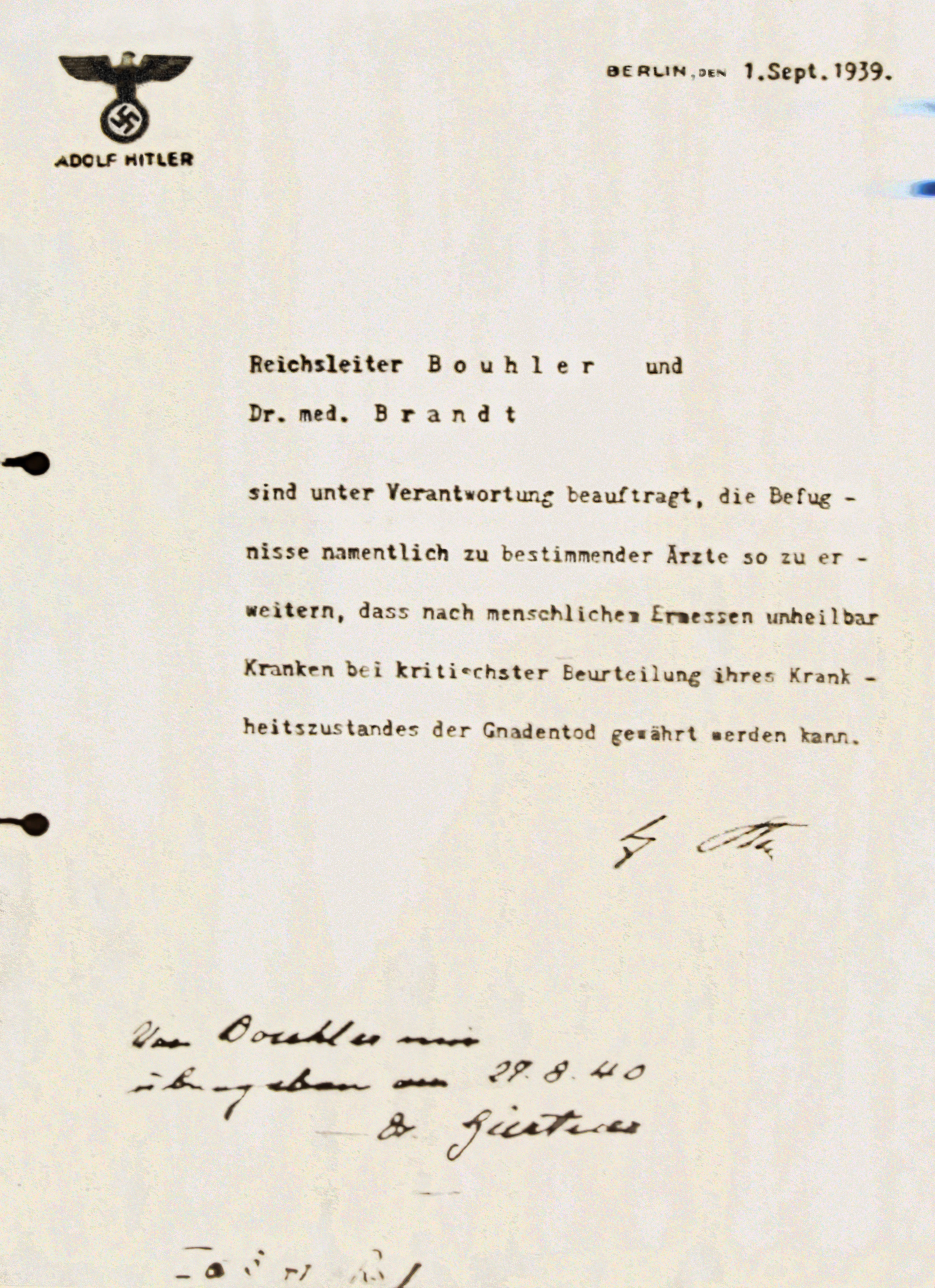
Erlass von Hitler: Nürnberger Dokument PS-630, rückdatiert auf den 1. September 1939

Ab etwa Juli 1939 spielte die von Bouhler geleitete Kanzlei des Führers (KdF) bei der Planung und Vorbereitung der euphemistisch genannten „Aktion Gnadentod“, nach dem Krieg als „Aktion T4“ bezeichnet, der massenhaften Tötung von psychisch Kranken und Behinderten, eine zentrale Rolle. Die KdF dürfte als Organisationszentrale ausgesucht worden sein, da hier Gesuche zu Eheverboten nach den Nürnberger Gesetzen und Zwangssterilisationen nach dem Gesetz zur Verhütung erbkranken Nachwuchses bearbeitet wurden. Zudem war Hans Hefelmann von der KdF schon mit der Organisation der so genannten Kinder-„Euthanasie“ beauftragt worden. Ein Schreiben Hitlers, datiert auf den 1. September 1939, wahrscheinlich aber erst im Oktober entstanden, nennt Philipp Bouhler und Hitlers Begleitarzt Karl Brandt als „Euthanasie“-Beauftragte (Krankenmorde als „Gnadentod“).
Bouhler war an Sitzungen in der Vorbereitungsphase der Aktion T4 beteiligt. Ebenso war er im Januar 1940 Zeuge, als im alten Zuchthaus Brandenburg Vertretern der Gesundheitsbürokratie und hohen Funktionären der Aktion T4 in einer „Probetötung“ die Ermordung von Menschen in einer Gaskammer und die Tötung mit Injektionen vorgeführt wurde. Trotz der Geheimhaltung der Aktion T4 wurden die Morde an den Anstaltsinsassen bekannt und führten zu Eingaben an die Justizbehörden. Lothar Kreyssig, damals Vormundschaftsrichter in der Stadt Brandenburg, erstattete im Sommer 1940 Anzeige wegen Mordes gegen Bouhler, die jedoch nicht weiter verfolgt wurde. Bouhler traf sich mehrfach mit Reichsjustizminister Franz Gürtner, übergab diesem am 27. August 1940 das Ermächtigungsschreiben Hitlers und erklärte dem Minister am 5. September 1940 schriftlich:

„Auf Grund der Vollmacht des Führers habe ich als der für die Durchführung der zu treffenden Maßnahmen allein Verantwortliche die mir notwendig erscheinenden Anweisungen an meine Mitarbeiter gegeben.

Darüber hinaus erscheint mir der Erlaß besonderer, schriftlich zu fixierender Ausführungsbestimmungen nicht mehr erforderlich.“

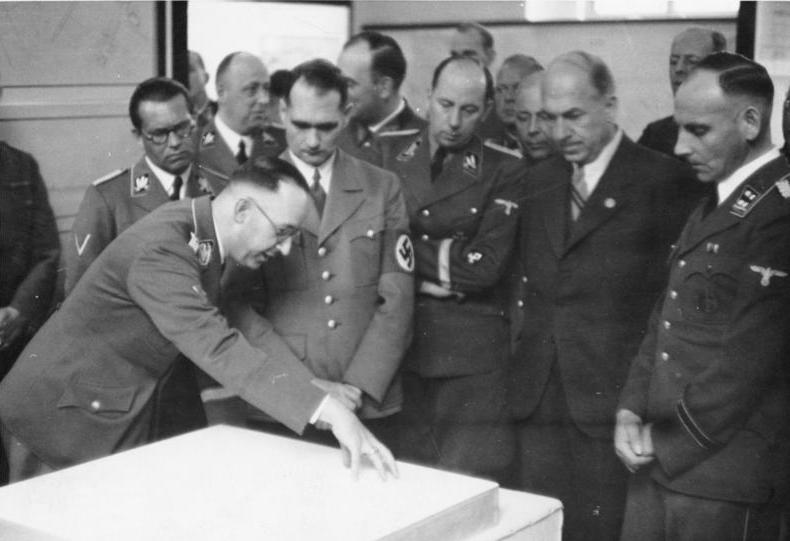
Besichtigung der Ausstellung „Planung und Aufbau im Osten“ in Berlin – erstes Halbjahr 1941 – durch Rudolf Heß und Heinrich Himmler; hinter Himmler: Philipp Bouhler, hinter Heß verdeckt: Kurt Daluege; 1. v. r.: Konrad Meyer

Reichspropagandaminister Joseph Goebbels notierte am 31. Januar 1941 in seinem Tagebuch: „Mit Bouhler Frage der stillschweigenden Liquidierung von Geisteskranken besprochen. 40 000 sind weg, 60 000 müssen noch weg. Das ist eine harte, aber auch eine notwendige Arbeit. Und sie muß jetzt getan werden.“ In der eigentlichen Organisation der Aktion T4, für die mehrere Tarnorganisationen gegründet wurden, trat Bouhler kaum in Erscheinung. Maßgebend hier war Viktor Brack, Bouhlers Stellvertreter in der Kanzlei des Führers. Bouhler unterzeichnete jedoch am 30. Januar 1941 und am 10. März 1941 Richtlinien, nach denen Ärzte der Aktion T4 in so genannten „Begutachtungen“ über die Auswahl der zu tötenden Patienten entschieden.
Auf Befehl Hitlers wurde die Aktion T4 in ihrer bisherigen Form am 24. August 1941 – fünf Tage vor der Uraufführung des „Euthanasie“-Propagandafilms Ich klage an – eingestellt. Tatsächlich wurden die Kinder-„Euthanasie“ und die Morde in den Pflege- und Heilanstalten durch systematische Unterernährung und Überdosierung von Medikamenten in der so genannten Aktion Brandt fortgesetzt.
Im Frühjahr 1941 traf der Reichsführer SS Heinrich Himmler mit Bouhler eine Vereinbarung hinsichtlich der „Entlastung“ der im Herrschaftsbereich der SS befindlichen Konzentrationslager von „kranken“ und „nicht mehr arbeitsfähigen“ Häftlingen (Aktion 14f13). Hierzu sollte zum einen eine möglichst unauffällige Form gefunden werden und zum anderen die im Rahmen der Euthanasieaktion eingerichteten, nach deren äußerlichem Stopp im August 1941 aber nicht mehr „ausgelasteten“ NS-Tötungsanstalten mit ihrem „erfahrenen“ Personal genutzt werden. Bouhler beauftragte Viktor Brack, dem die verschiedenen Tarnorganisationen der T4 unterstanden, mit der Ausführung dieses neuen Auftrages.
Wahrscheinlich über 100 Angehörige des T4-Personals wurden bis Sommer 1942 nach Polen in die Vernichtungslager der Aktion Reinhard versetzt. Dieser Personenkreis war Odilo Globocnik militärisch unterstellt, personell blieb die Kanzlei des Führers zuständig. Nach späteren Aussagen von Viktor Brack beim Nürnberger Ärzteprozess waren er und Bouhler im September 1941 bei Odilo Globocnik, ein weiteres Treffen fand im April 1942 statt.

### Machtverfall ab 1942
Etwa ab 1942 verlor Philipp Bouhler zunehmend an Einfluss. Die Parteikanzlei unter Martin Bormann bekam von Hitler Kompetenzen zugesprochen, die bislang bei Bouhlers Kanzlei des Führers lagen. Die von ihm geleitete Parteiamtliche Prüfungskommission zum Schutze des nationalsozialistischen Schrifttums (PPK) wurde im Januar 1943 in das Überwachungsamt von Alfred Rosenberg eingegliedert und war damit nicht mehr Hitler direkt unterstellt.
Bouhler hatte sich bereits im Juni 1940, dann aber noch vergebens, bei Hitler um eine Aufgabe in der Kolonialpolitik bemüht. Nach Überlegungen im Umkreis Himmlers war Bouhler für den Posten des Generalgouverneurs in einem künftigen deutschen Kolonialreich in Ostafrika vorgesehen, wobei offenbar ein Zusammenhang mit dem sogenannten Madagaskarplan des Auswärtigen Amtes und des Reichssicherheitshauptamtes bestand, der die Insel im Indischen Ozean in ein deutsches Mandatsgebiet und in ein „Judenreservat“ unter deutscher Polizeihoheit verwandeln sollte. Ab Juni 1942 war Bouhler der Leiter des Einsatzstabes Ostafrika, der so genannten Organisation Sisal. Bouhler soll das Amt eines Gouverneurs von Ostafrika und dann die Übernahme eines noch zu schaffenden Reichskolonialministeriums angestrebt haben. Er geriet dabei jedoch in Konflikt mit der Auslandsorganisation der NSDAP unter Ernst Wilhelm Bohle, die für sich das „Vorrecht“ der „Menschenführung in den Kolonien“ reklamierte. Angesichts des weiteren Verlaufs des Zweiten Weltkriegs blieben die NS-Kolonialpläne Fiktion.
1943 erhielt er von Hitler eine Dotation in Höhe von 100.000 Reichsmark.
Nach Angaben von Werner Best hielten sich Bouhler und Brack im Januar 1945 in Dänemark auf, um dort in den deutschen Besatzungstruppen nach frontverwendungsfähigen Soldaten zu suchen. Bei Kriegsende schloss Bouhler sich dem Kreis um Hermann Göring an. Im Gefolge Görings verließ er im April 1945 Berlin. Am 23. April 1945 wurde er bei Berchtesgaden auf Befehl Hitlers von der SS verhaftet und aus allen Ämtern ausgeschlossen, nach Hitlers Suizid am 1. Mai 1945 jedoch wieder freigelassen.
Amerikanische Truppen setzten Bouhler und seine Frau mit dem gesamten Göring-Gefolge am 9. Mai 1945 auf Schloss Fischhorn bei Zell am See fest. Am 19. Mai 1945 wurde Philipp Bouhler verhaftet. Beide begingen Selbstmord. Helene „Helli“ Mayer Bouhler soll sich bereits im Schloss Fischhorn aus dem Fenster gestürzt haben, Philipp Bouhler schied nach dem Transport ins Internierungslager Dachau, dem ehemaligen KZ, aus dem Leben und wurde in einem Massengrab vor Ort beigesetzt. Das Paar hatte keine Kinder.

## Auszeichnungen
- Eisernes Kreuz (1914) II. Klasse
- Verwundetenabzeichen (1918) in Schwarz
- Bayerischer Militärverdienstorden VI. Klasse mit Schwertern